# Viçosa (Minas Gerais)
Viçosa is een gemeente in de Braziliaanse deelstaat Minas Gerais. De gemeente telt 74.171 inwoners (schatting 2009).

## Aangrenzende gemeenten
De gemeente grenst aan Cajuri, Coimbra, Guaraciaba, Paula Cândido, Porto Firme, São Miguel do Anta en Teixeiras.

## Verkeer en vervoer
De plaats ligt aan de wegen BR-120, BR-356, BR-482 en MG-280.

## Geboren
- Artur Bernardes (1875-1955), president van Brazilië (1922-1926)